# Comuna Racovițeni, Buzău
Racovițeni este o comună în județul Buzău, Muntenia, România, formată din satele Budrea, Petrișoru și Racovițeni (reședința).

## Așezare
Comuna se află în nordul județului, în zona Subcarpaților de Curbură, pe cursul superior al râului Câlnău. Prin extremitatea sa estică, printr-o zonă fără localități, trece șoseaua națională DN2, care leagă Buzăul de Râmnicu Sărat, dar principala cale de comunicație a comunei o constituie șoseaua județeană DJ220, care urmează cursul Câlnăului, și o leagă spre sud de Zărnești și Poșta Câlnău, iar spre nord de Murgești.

## Demografie
Componența etnică a comunei Racovițeni
     Români (91,36%)
     Alte etnii (0%)
     Necunoscută (8,64%)
Componența confesională a comunei Racovițeni
     Ortodocși (90,18%)
     Alte religii (1,17%)
     Necunoscută (8,64%)
Conform recensământului efectuat în 2021, populația comunei Racovițeni se ridică la 1.192 de locuitori, în scădere față de recensământul anterior din 2011, când fuseseră înregistrați 1.424 de locuitori. Majoritatea locuitorilor sunt români (91,36%), iar pentru 8,64% nu se cunoaște apartenența etnică. Din punct de vedere confesional, majoritatea locuitorilor sunt ortodocși (90,18%), iar pentru 8,64% nu se cunoaște apartenența confesională.

## Politică și administrație
Comuna Racovițeni este administrată de un primar și un consiliu local compus din 9 consilieri. Primarul, Vergilius-Luis Manu[*], de la Partidul Social Democrat, este în funcție din 2016. Începând cu alegerile locale din 2024, consiliul local are următoarea componență pe partide politice:
|  | Partid                    | Consilieri | Componența Consiliului | Componența Consiliului | Componența Consiliului | Componența Consiliului | Componența Consiliului | Componența Consiliului |
|  | ------------------------- | ---------- | ---------------------- | ---------------------- | ---------------------- | ---------------------- | ---------------------- | ---------------------- |
|  | Partidul Social Democrat  | 6          |                        |                        |                        |                        |                        |                        |
|  | Partidul Național Liberal | 2          |                        |                        |                        |                        |                        |                        |
|  | Alianța Dreapta Unită     | 1          |                        |                        |                        |                        |                        |                        |

## Istoric
La sfârșitul secolului al XIX-lea, comuna Racovițeni făcea parte din plasa Râmnicul de Sus a județului Râmnicu Sărat și era formată din satele Mocani, Motohani, Racovițeni, Budrea și Petrișoru, cu o populație totală de 2298 de locuitori. În comună funcționau 2 școli — una la Racovițeni, cu 49 de elevi și una la Petrișoru, cu 20 — și 3 biserici, datând respectiv din 1845, 1848 și 1857. În 1925, cătunele Mocani și Motohani fuseseră transferate la comuna Valea Raței, iar comuna Racovițeni rămăsese cu satele pe care le are și astăzi, având atunci o populație de 1919 locuitori.
În 1950, comuna Racovițeni a fost inclusă în raionul Râmnicu Sărat al regiunii Buzău și apoi (după 1952) al regiunii Ploiești. În 1968, la reorganizarea administrativă, comuna a fost transferată la județul Buzău.
Ziua comunei Racoviteni  este sărbătorită pe 29 august. 

## Monumente istorice
Două obiective de pe teritoriul comunei Racovițeni sunt incluse pe lista monumentelor istorice din județul Buzău, ca monumente de interes local, ambele clasificate ca situri arheologice și aflate în preajma satului Petrișoru. Situl de la „Muchia Băjenarului” din latura sud-estică a satului, cuprinde o așezare din epoca migrațiilor (cultura Cerneahov, secolul al IV-lea e.n.); și o așezare mai veche, aparținând culturii Monteoru din Epoca Bronzului (mileniul al II-lea î.e.n.), așezare emblematică pentru un aspect particular al acestei culturi arheologice, aspect denumit „Petrișoru-Racovițeni”. Al doilea sit se află pe dealul Șumurdoaia, la sud-est de sat, și datează din epoca migrațiilor (secolul al V-lea).